# ملكة جمال الكون 1967
ملكة جمال الكون 1967 هي مسابقة ملكة جمال الكون السادسة عشر في تاريخ مسابقة ملكة جمال الكون منذ انطلاقتها عام 1952، عقدت المسابقة في 15 يوليو 1967 في قاعة ميامي بيتش في ميامي بيتش، فلوريدا، الولايات المتحدة، في نهاية هذا الحدث توجت سيلفيا هيتشكوك من الولايات المتحدة من قبل مارغريتا أرفيدسون من السويد، وكان هذا أول مسابقة ملكة جمال يقدمه بوب باركر كمقدم حفل مسابقة ملكة جمال الكون.

## النتائج

### المراكز النهائية
| النتائج النهائية     | المتنافسة |
| -------------------- | --- |
| ملكة جمال الكون 1967 | - الولايات المتحدة - سيلفيا هيتشكوك † |
| الوصيفة الأولى       | - فنزويلا - مارييلا بيريز |
| الوصيفة الثانية      | - إنجلترا - جنيفر لويس |
| الوصيفة الثالثة      | - فنلندا - ريتفا ليتو |
| الوصيفة الرابعة      | - إسرائيل - باتيا كابيري |
| أفضل 15              | - البرازيل - كارمن راماسكو - الدنمارك - جيتي كنودسن - اليونان - ايليا كالوجيراكي - هولندا - ايرين فان كامبينهوت - هونغ كونغ - لورا روكي - أيرلندا - باتريشيا ارمسترونغ - إيطاليا - باولا روسي - أسبانيا - فرانسيس ديلجادو سانشيز - السويد - إيفا ليزا سفينسون - ويلز - دنيس إليزابيث بيج |

## المتسابقات
- الأرجنتين - أماليا يولاندا سكوفي
- أروبا - إيفون مادورو
- النمسا - كريستل بارتو
- البهاما - إليزابيث نولز
- بلجيكا - موريسيت سيرونفال
- برمودا - شيريل ميشيل سميث
- بوليفيا - مارسيلا مونتويا جارسيا
- بونير - كريستينا لاندوير
- البرازيل - كارمن سيلفا دي باروس راماسكو
- كندا - دونا ماري باركر
- تشيلي - إنغريد فيلا ريفيروس
- كولومبيا - إلسا ماريا جاريدو كاجيو
- كوستاريكا - روزا ماريا فرنانديز
- كوبا - إلينا سالافاريا
- كوراساو - إيميلدا ثودي
- الدنمارك - جيت راين كنودسن
- جمهورية الدومنيكان - جانيت ري غارسيا
- انجلترا - جنيفر لين لويس
- فنلندا - ريتفا هيلانة ليتو
- فرنسا - آن فيرنييه
- ألمانيا - رسوم فون زيتزويتز
- اليونان - ايليا كالوجيراكي
- غوام - هوب ماري نافارو ألفاريز
- هولندا - إيرين فان كامبينهوت
- هندوراس - دينيا ألفارادو ماريا مادينا
- هونغ كونغ - لورا أرميندا دا كوستا روكي
- أيسلندا - غودرون بيتروسدوتير
- الهند - نيارا ميرزا
- أيرلندا - باتريشيا أرمسترونج
- إسرائيل - باتيا كابيري
- إيطاليا - باولا روسي
- اليابان - كايوكو فوجيكاوا
- كوريا الجنوبية - هونغ جونغ-ايه
- لوكسمبورغ - ماري جوزي ماثجين
- ماليزيا - موتكوم آن لوي سيبراسم
- المكسيك - فالنتينا فالس دوارتي
- نيوزيلندا - باميلا ماكليود
- النرويج - جرو جوسكور
- مقاطعة أوكيناوا - اتسوكو أوكوهيرا
- بنما - ميرنا نورما كاستيليرو
- باراغواي - ماريا يوجينيا توريس
- بيرو - ميرثا كالفو سوماروغا
- الفلبين - بيلار دليلة فيلوسو بيلابيل
- بورتوريكو - إيفون كول
- اسكتلندا - لينا ماكجارفي
- سنغافورة - بريدجيت اونج مي لي
- جنوب أفريقيا - ويندلي باليندين
- إسبانيا - فرانسيسكا دلغادو سانشيز

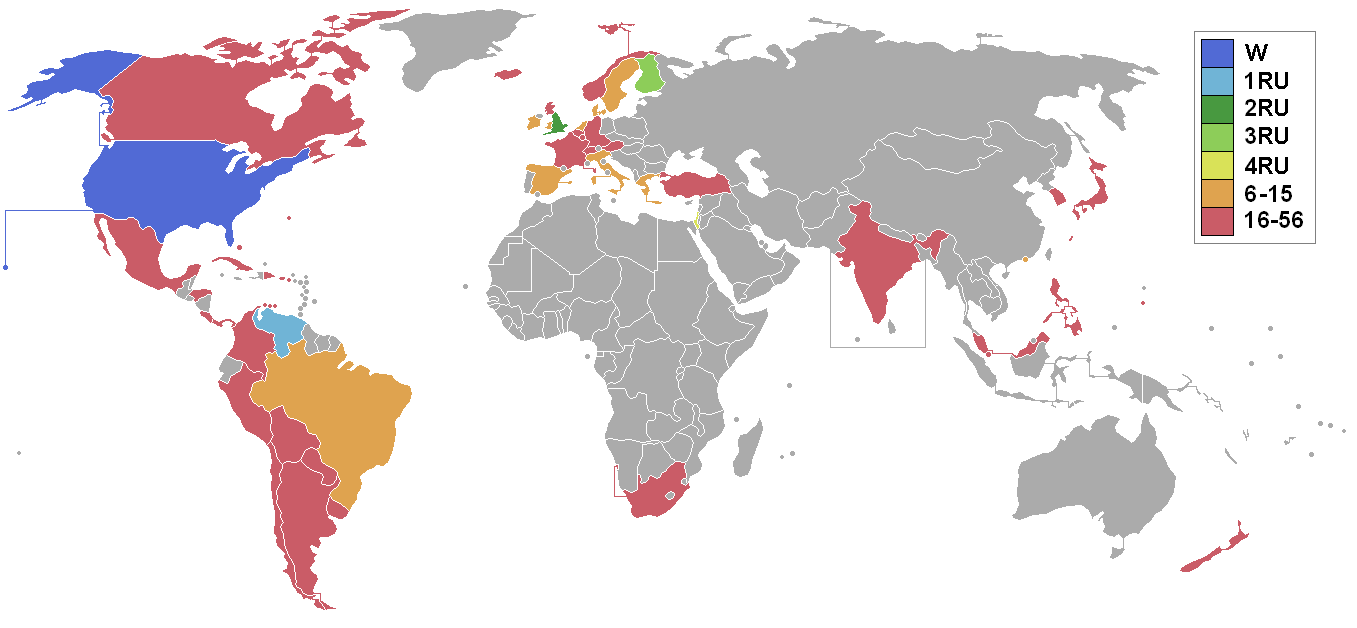
الدول المشاركة والنتائج مسابقة ملكة جمال الكون 1967

- السويد - إيفا ليزا سفينسون
- سويسرا - إلسبيث روجر
- تركيا - عائشة يلدا جوراني
- أوروغواي - مايلا بيرتون مارتينيز
- الولايات المتحدة - سيلفيا هيتشكوك
- فنزويلا - مارييلا بيريز
- جزر العذراء الأمريكية - جيل جاريسون
- ويلز - دنيس إليزابيث بيج

## الروابط الخارجية
- موقع ملكة جمال الكون الرسمي